# Казе Вја Провинчале (Болоња)
Казе Вја Провинчале (итал. Case Via Provinciale) је насеље у Италији у округу Болоња, региону Емилија-Ромања.
Према процени из 2011. у насељу је живело 68 становника. Насеље се налази на надморској висини од 67 м.